# Andy Finkel
Andrew S. Finkel (Philadelphia, 1957. augusztus 13. –) amerikai szoftverfejlesztő, aki a Commodore szoftverfejlesztési igazgatójaként vált ismertté.

## Gyerekkora, tanulmányai
Már gyermekkorában érdekelték a számítógépek. Digi-Comp I, valamint KIM-1 számítógépet épített össze, majd  Commodore PET géppel is rendelkezett. Utóbbi kettőn tanulta meg hobbistaként a MOS Technology 6502 mikroprocesszor assembly programozását. Felsőfokú tanulmányait az amerikai Cornell Egyetemen végezte.

## Szakmai tevékenységei

### Philadelphia Psychiatric Center
Statisztikai programozóként drog-, majd skizofrénia kutatási projektben vett részt, ahol mesterséges intelligencia felépítésével próbáltak beszédelemzés útján a kórra jellemző hangmintázatokat felismerni, illetve a terápiás beszélgetéseken elhangzó válaszok szövegelemzésével következtetéseket levonni.

### Commodore Business Machines
Egy barátja, Neil Harris révén került a Commodore US-hoz 1981-ben, aki már a cégcsoportnál dolgozott. A mérnöki csapattól külön, a marketing részlegen, Michael Tomczyk irányítása alatt kezdett el dolgozni szoftverfejlesztőként. A Commodore VIC-20 projektcsapatban részt vett az első demók, a cartridge szoftverek elkészítésében (köztük szoftverátírások a japán HAL Laboratory szoftverháztól), szoftvertesztelésekben, valamint a felhasználói, illetve programozói kézikönyv összeállításában. A szervezeti keretek lazák voltak, így számos különféle dologgal foglalkozhatott, a "VIC commando" tagjaként, illetve jól megismerte a gyártási és mérnöki folyamatokat.
Ezután a Commodore 64 projekt csapatban végzett hasonló tevékenységeket, egészen addig, amíg a Commodore úgy nem döntött, hogy komolyan beszáll a videójáték üzletágba. Andy Finkel segített a programozói csapat összeállításában, akikkel több játékszoftvert is készítettek, eleinte Finkel tevőleges közreműködésével, majd az ő irányítása alatt. Az Andy Finkel által részben vagy egészben írt, illetve más gépről átírt (portolt) játékszoftverek a következők:
| Videójáték           | kiadási év | géptípus         | szerep                 |
| -------------------- | ---------- | ---------------- | ---------------------- |
| Car Chase            | 1981       | Commodore VIC-20 | programozó             |
| Omega Race           | 1982       | Commodore VIC-20 | programozó (VIC port)  |
| Gorf                 | 1982       | Commodore VIC-20 | programozó             |
| Sargon II            | 1983       | Commodore VIC-20 | programozó (VIC port)  |
| DragonsDen           | 1983       | Commodore 64     | programozó, zeneszerző |
| Blueprint            | 1983       | Commodore 64     | zeneszerző             |
| Lazarian             | 1983       | Commodore 64     | programozó, zeneszerző |
| International Tennis | 1985       | Commodore 64     | programozó             |
| Guardians of Time    | kiadatlan  | Commodore VIC-20 | programozó             |

A Commodore 16, illetve Commodore Plus/4 modellekkel (a fő vezérlőáramköre után elnevezve: "TED gépek") kapcsolatban Andy a külső szoftverfejlesztőkkel tartotta a kapcsolatot (pl. Infocom, Lotus, Microsoft)) és feladata az volt, hogy a modellek indulásakor megfelelő szoftver-ellátottság legyen. A harmadik feleket arra kellett rábírnia, hogy portolják a meglévő szoftvereiket az új gépekre. Dolgozott a Commodore LCD projekten, melyet végül a bejelentés után sosem dobtak piacra.
Az Amiga felvásárlása előtt Andy Finkel volt az egyike azoknak, akiket megkértek a Commodore-nál, hogy értékeljék az új technológiát abból a szempontból, hogy milyen játékok tudnának futni rajta, mint videójáték-rendszeren. Andy szerint ha kútba esett volna a felvásárlás, akkor a lényegében kész, de végül az Amiga miatt elvetett Commodore 900 lett volna az üzleti célú modell, videójáték terén pedig C64/C128 vonal ment volna tovább. A korábbi Amiga Corporation mérnökeivel, szoftverfejlesztőivel együtt dolgozott az Amiga többfeladatos operációs rendszerén, mely a cég Commodore általi felvásárlásakor még befejezetlen volt. A korábbiakhoz hasonlóan itt is igyekezett meggyőzni a nagy cégeket (pl. Electronic Arts), hogy fejlesszenek erre az új platformra, illetve támogatta a fejlesztőket az akkor már létező Usenet tematikus csoportokon keresztül. Alkalmanként hírességek is megtalálták őt az Amiga használatával kapcsolatos kérdésekkel, így például B. B. King vagy Arthur C. Clarke.
1991-ig volt a Szoftvermérnöki Osztály igazgatója, illetve dolgozott a Commodore alkalmazottjaként, amikor is egy tömeges leépítéskor egyszerűen megváltak tőle, mint "túl drága" alkalmazottól.

### Tanácsadói tevékenység
Ezután a Commodore CDTV-t fejlesztő csapat szoftverfejlesztési tanácsadója lett és együtt dolgozott a Commodore-ból jól ismert Carl Sassenrath-tal. Tanácsadói tevékenysége céljából saját céget alapított Flying Cat néven. Ebben a minőségében olyan nagy cégeknek dolgozott, mint a 3DO, vagy a Microprose videójáték-hardver és szoftverfejlesztők, illetve a Lotus Pacific tanácsadócég.
1994-ben, a Commodore áprilisi csődje után a felszámolóbiztos felkérte tanácsadójának, hogy mérje fel az Amiga technológia teljes szellemi tulajdonának értékét. Közelről követte végig a liciteljárást, melynek a végén a német Escom és a kínai Right Timing Electronics közös ajánlatával nyert, mindenki mást lekörözve.

### További karrierje
1996-ben társalapítója és szoftverekért felelős alelnöke volt a PIOS Computer, későbbi nevén: Metabox cégnek, 2002-től 2014-ig bedig a Comcam International cégnél dolgozott szoftvertervezőként. 2014-től napjainkig, korábbi commodore-os kollégájához, Dave Haynie-hoz hasonlóan, a Rajant Corporation alkalmazásában áll, mint szoftvermérnök.